# Sadz
 (février 2022).
La mise en forme du texte ne suit pas les recommandations de Wikipédia : il faut le « wikifier ».
Les points d'amélioration suivants sont les cas les plus fréquents. Le détail des points à revoir est peut-être précisé sur la page de discussion.
- Les titres sont pré-formatés par le logiciel. Ils ne sont ni en capitales, ni en gras.
- Le texte ne doit pas être écrit en capitales (les noms de famille non plus), ni en gras, ni en italique, ni en « petit »…
- Le gras n'est utilisé que pour surligner le titre de l'article dans l'introduction, une seule fois.
- L'italique est rarement utilisé : mots en langue étrangère, titres d'œuvres, noms de bateaux, etc.
- Les citations ne sont pas en italique mais en corps de texte normal. Elles sont entourées par des guillemets français : « et ».
- Les listes à puces sont à éviter, des paragraphes rédigés étant largement préférés. Les tableaux sont à réserver à la présentation de données structurées (résultats, etc.).
- Les appels de note de bas de page (petits chiffres en exposant, introduits par l'outil «  Source ») sont à placer entre la fin de phrase et le point final[comme ça].
- Les liens internes (vers d'autres articles de Wikipédia) sont à choisir avec parcimonie. Créez des liens vers des articles approfondissant le sujet. Les termes génériques sans rapport avec le sujet sont à éviter, ainsi que les répétitions de liens vers un même terme.
- Les liens externes sont à placer uniquement dans une section « Liens externes », à la fin de l'article. Ces liens sont à choisir avec parcimonie suivant les règles définies. Si un lien sert de source à l'article, son insertion dans le texte est à faire par les notes de bas de page.
- La présentation des références doit suivre les conventions bibliographiques. Il est recommandé d'utiliser les modèles {{Ouvrage}}, {{Chapitre}}, {{Article}}, {{Lien web}} et/ou {{Bibliographie}}. Le mode d'édition visuel peut mettre en forme automatiquement les références.
- Insérer une infobox (cadre d'informations à droite) n'est pas obligatoire pour parachever la mise en page.

Pour une aide détaillée, merci de consulter Aide:Wikification.
Si vous pensez que ces points ont été résolus, vous pouvez retirer ce bandeau et améliorer la mise en forme d'un autre article.

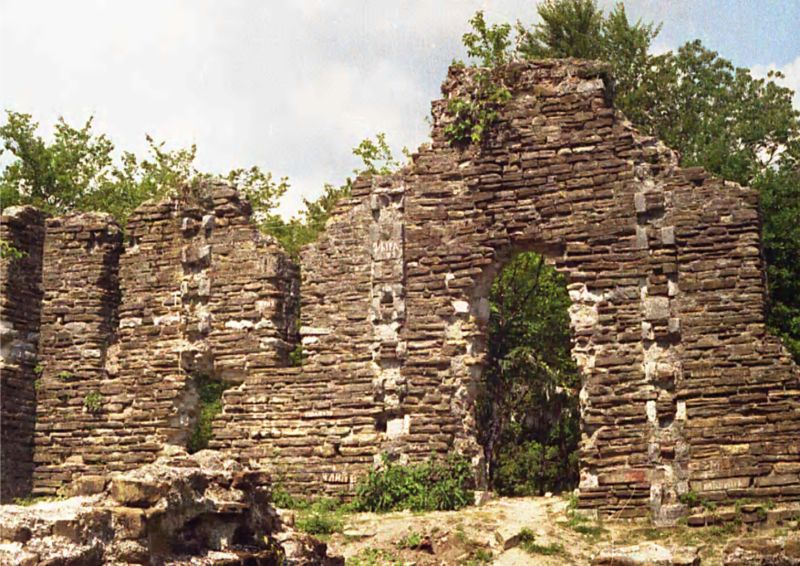
Une église médiévale en ruine de Sadz dans le Sotchi d'aujourd'hui

Les Sadz ou les Asadzwa, aussi appelés les Jigets, sont un groupe sous-ethnique des Abkhazes. Ils sont parfois prétendus venir de la tribu Sanigoi mentionnée par les auteurs classiques. Au VIe siècle, ils ont formé une principauté tribale, qui s'est ensuite mélangée avec les tribus Abasgoi, Apsilae et Missimianoi dans le royaume d'Abkhazie.
Jusqu'en 1864, les Sadz vivait sur la côte de la mer Noire au nord de Gagra (aujourd’hui une ville russe) jusqu'à la rivière Khosta (Rivière Khamysh). Ils y ont formé la région de Sadzyn, qui comprenait des possessions des clans Kamysh, Arydba, Amarshan et Gechba, sous l'hégémonie du clan Tsanba . Les princes Oubykh, Oblagua, Chizmaa et Dziash sont également d’origine Sadz.
Certaines personnes pensent qu'aux XIIe – XIVe siècles, une partie des Sadz a été forcée à migrer sur le versant nord du Caucase Majeur sous la pression Oubykh. Ils y ont formé le peuple Abazin.[réf. nécessaire] Ceci n’est qu’une théorie parmi d’autres essayant d’expliquer la migration d’Abkhazie des ancêtres du peuple Abaza. Après la fin de la guerre russo-circassienne en 1864, la plupart des Sadz ont été forcés de se transformer en Muhadjir à cause du nettoyage ethnique des Circassiens. Ils se sont déplacés vers l'Empire ottoman. Certains d'entre eux se sont installés en Adjarie (alors sous possession Ottomane). Désormais, le dialecte sadz de la langue abkhaze n'est parlé qu'en Turquie. Il se compose des sous-dialectes Akhaltsys et Tswyzhy.
Les tribus Sadz, Aibga et Akhchipsou d'Abkhazie ont été les derniers groupes ethniques à avoir résisté aux avancées russes durant la guerre du Caucase. Les dernières tribus conquises par les Russes, étaient les tribus Ahchypsy et Aibga, qui vivaient dans et aux alentours de ce qui est aujourd’hui le Krasnaya Polyana.